# Theophilus Shickel Painter
Theophilus Shickel Painter (* 22. August 1889; † 5. Oktober 1969) war ein US-amerikanischer Insektenzytologe, welcher durch die Identifizierung der Gene der bei Genetikern beliebten Fruchtfliege bekannt wurde.
Seine Arbeiten zum menschlichen Genom und dessen Spermatogenese wurden für einige Zeit (von 1921 bis 1956) die Grundlage des festen Glaubens, das menschliche Genom besäße 48 Chromosomen. Obwohl Painter selbst anfangs bei der Zahl der Chromosomen zwischen 45 und 48 schwankte, legte er sich später auf 48 fest, was zur festen Größe bis zum Beweis der korrekten Zahl von 46 durch Albert Levan wurde.
Painter promovierte 1913 an der Yale University und arbeitete dann für ein Jahr bei Theodor Boveri an der Universität Würzburg. 1916 nahm er eine Stelle an der University of Texas at Austin an, wo er bis zu seinem Lebensende blieb. Von 1946 bis 1952 war er als Nachfolger von Homer Rainey Präsident der University of Texas in Austin. 1938 wurde er in die National Academy of Sciences gewählt, die ihm 1934 ihre Daniel Giraud Elliot Medal verliehen hatte. Seit 1939 war er Mitglied der American Philosophical Society.
Er entdeckte in dieser Zeit (1933) zum Beispiel, dass es sich bei auffälligen Strukturen in den Zellkernen der Speicheldrüsen aller Zweiflügler (Diptera) um Polytänchromosomen handelt, die aus mehreren eng gepaarten homologen Chromosomen bestehen.